# Молина, Маурисио
Маурисио Молина Алехандро Урибе (исп. Mauricio Alejandro Molina Uribe; родился 30 апреля 1980 года в Медельине) — колумбийский футболист, выступавший на позиции полузащитника.

## Карьера
Молина начал свою карьеру в колумбийском «Энвигадо» в возрасте 16 лет. Вскоре он перешёл в первую команду и был продан в «Санта-Фе». Однако во время пребывания в «Санта-Фе» он получил серьёзную травму и вернулся на поле в 2002 году уже в составе «Индепендьенте Медельин». Во время его пребывания в команде она выиграла первый национальный чемпионат за последние 45 лет и третий в общем зачёте. В 2003 году он помог команде достичь полуфинала Кубка Либертадорес. После успешной кампании с «Индепендьенте Медельин» он подписал контракт до 2004 года с мексиканским «Монаркас Морелия». После Мексики Молина отправился в Объединённые Арабские Эмираты (ОАЭ) играть за «Аль-Айн», где он оставался в течение одного сезона, после чего он вернулся в «Индепендьенте Медельин» на два сезона. Затем Молина играл за «Сан-Лоренсо де Альмагро» из Аргентины с 2005 по 2006 год. В 2007 году Молина подписал контракт с парагвайским клубом «Олимпия Асунсьон», где играл на правах аренды. После весьма успешной кампании с командой, в которой он разделил звание лучшего бомбардира, забив 10 голов, Молина был продан во вторую половину 2007 года в сербский клуб «Црвена Звезда» из Белграда, в котором Молина дебютировал в европейском футболе.
Позднее Молина стал игроком бразильского гранда, «Сантос». Он дебютировал в составе «Сантоса» 13 февраля 2008 года в матче против «Кукута Депортиво» из Колумбии в Кубке Либертадорес 2008.
На уровне сборной он играл за Колумбию в победном для неё Кубке Америки 2001 года. Единственный гол Молина забил в ворота Гватемалы в Майами на Золотом кубке КОНКАКАФ 2003.
В июле 2009 года Молина перешёл в южнокорейский клуб «Соннам Ильва Чунма» за $ 1275000. В своём первом матче в K-Лиге за «Соннам» он забил дебютный гол в ворота «Пхохан Стилерс». Во всех матчах K-лиги Молина забил 22 гола и отдал 11 передач в 50 матчах за «Соннам Ильхва Чхонма», а в 2010 году Молина и «Соннам» выиграли Лигу чемпионов АФК 2010 года.
24 января 2011 Молина подписал контракт на три года с другим клубом K-Лиги «Сеул».
1 января 2016 года Молина вернулся в Колумбию, в статусе свободного агента подписав контракт с клубом «Индепендьенте Медельин». Проведя в клубе два сезона, игрок завершил карьеру, успев выиграть с клубом Апертуру 2016 года.

## Достижения
Командные
Сборная Колумбии
- Кубок Америки: 2001

«Индепендьенте Медельин»
- Чемпионат Колумбии: Фин. 2002

«Соннам Ильва Чунма»
- Лига чемпионов АФК: 2010

«Сеул»
- K-Лига: 2012

Личные
- Лучший бомбардир клубного чемпионата мира: 2010 (3 гола)
- Участник символической сборной K-Лиги: 2010, 2012
- Лучший ассистент K-Лиги: 2012